# Ростхорн-Фридман, Роза фон

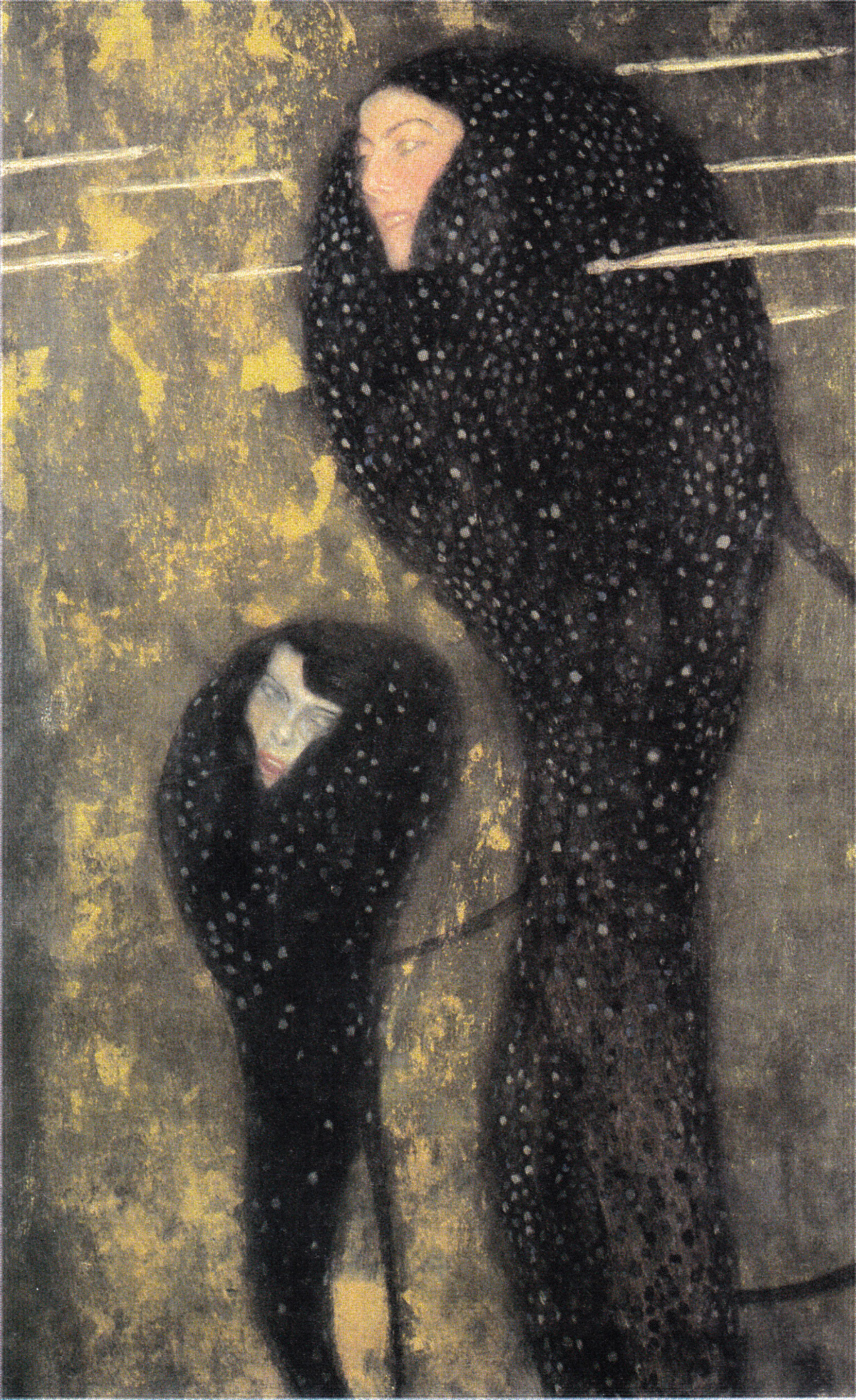
Серебряные рыбки. 1899. Частное собрание

Роза фон Ростхорн-Фридман (нем. Rose von Rosthorn-Friedmann; 12 февраля 1864, Превалье — 13 января 1919, Баден) — австрийская дворянка, светская дама и альпинистка, известная по портрету работы Густава Климта.

## Биография
Роза фон Ростхорн родилась в семье промышленника Адольфа Ростхорна и его супруги Розалии Фишер, приходилась троюродной сестрой врачу Альфонсу фон Ростхорну и принадлежала к династии предпринимателей Ростхорнов. В 1881 году Роза фон Ростхорн стала первой женщиной, покорившей баварскую гору Вацманн высотой 1800 м с восточного склона. В 1888 году Ростхорн покорился пик Турвизера в Ортлере.
В первом браке Роза фон Ростхорн состояла с советником по юридическим вопросам Австрийских железных дорог Бруно Вагнером фон Фрайнсхаймом, впоследствии директором Северной дороги. В этом браке родилась дочь Дора. В 1886 году Роза вышла замуж за австрийского промышленника, альпиниста, конькобежца и фехтовальщика Луиса Филиппа Фридмана (1861—1939), и в этом браке у Розы родилась дочь Мария Александрина. Супруги Фридман вращались в венском интеллектуальном обществе и водили знакомство с литераторами Гуго фон Гофмансталем, который восхищался не только красотой, но и умом и сильной личностью Розы, и Артуром Шницлером, оставившем воспоминания о великолепном спортсмене Луисе Фридмане.
Густав Климт увековечил Розу фон Ростхорн-Фридман на знаменитом портрете, который до 1983 года оставался в собственности семьи, а затем в 1987 году был приобретён издателем Хансом Дихандом на аукционе «Сотбис». Роза фон Ростхорн изображена на портрете в чёрном вечернем приталенном платье с пайетками слегка опирающейся на спинку мягкого красного кресла. Её шею украшает широкое жемчужное колье, а запястье — несколько золотых браслетов. Бледная кожа лица, декольте и обнажённых рук выделяются на тёмном фоне, в то время как тёмные волосы в объёмной причёске почти сливаются с фоном. Какие отношения связывали Розу фон Ростхорн-Фридман с любвеобильным художником, доподлинно не известно, но Альма Шиндлер, для которой Климт был первой любовью, ревниво записала в дневнике, что у него начались отношения со «старухой» Розой Фридман. Розу фон Ростхорн-Фридман по чертам лица и позе можно легко опознать и на другой картине Климта — «Серебряные рыбки» из его серии о водяных нимфах, которую датируют как 1899, так и 1901—1903 годами. Во время Первой мировой войны Роза фон Ростхорн-Фридман служила санитаркой в венском лазарете, где заразилась брюшным тифом, от которого и умерла.